# 矛狀巨棘鱸
矛狀巨棘鱸（学名：Ostracoberyx dorygenys），又名矛狀鰃鱸、鱠、過魚，为輻鰭魚綱鱸形目鱸亞目巨棘鱸科巨棘鱸屬下的一个种，分部於印度西太平洋區，從東非坦尚尼亞至日本南部、菲律賓海域，深度256-711公尺，體長可達23公分，棲息在底層水域，生活習性不明。